# Бої за Артемівськ
Бої за Артемівськ — епізод російсько-української війни 2014 року на сході України. Збройне протистояння у місті Артемівськ (з 2016 року Бахмут) Донецької області та його околицях між 3-м полком спеціального призначення та російськими терористичними формуваннями.

## Передумови
Протягом березня–травня 2014 року в багатьох містах східних, центральних і південних регіонів України відбулися проросійські виступи. Приводом до виступів став процес окупації Росією Криму. Акції відбувалися під російськими прапорами і з проросійськими гаслами, висували широкий спектр вимог — від переходу до федеративного устрою України до закликів розчленування території України і повторення «Кримського сценарію» з входженням до складу Росії.

### Проросійські мітинги в Артемівську
1 березня 2014 в місті відбувся перший масовий проросійський мітинг. Від організаторів мітингу звучали відверто сепаратистські заклики до об'єднання з Росією та проведення референдуму. В цей ж день, над будівлею міської ради було піднято прапор Росії.
Українською владою було організовано вивезення зброї з військових складів поряд з містом з перших чисел березня 2014 року.
16 березня 2014 року у селищі Парасковіївка Бахмутського району біля озброєного складу Збройних Сил України виник блокпост з російським триколором. Прихильники Прогресивної соціалістичної партії України, яку очолювала Наталія Вітренко, пояснювали тоді, що блокують відвантаження зброї зі шахти імені Володарського, якою нібито «озброювали Правий сектор, щоб поставити Донбас на коліна». Проте основний кістяк «антифашистського руху» тоді складали громадяни Росії — представники так званого «донського козацтва».
Представники міліції у Бахмуті віднеслися до них із симпатією. 19 березня серед «протестуючих» були замінені навіть родичі головного міліціонера Донецької області Костянтина Пожидаєва. Також активно їм допомагали депутати міської ради від "Партії регіонів" та медійний ресурс братів Андрія та Сергія Клюєвих у вигляді телеканалів «Заказ» та «АТВ».
21 березня 2014 року міський голова Олексій Рева прибув на місце подій. Але замість того, щоб вимагати перевірку документів у «протестуючих» та відправити їх за ґрати, він по-своєму трактував Карний кодекс, пояснюючи тим, що це «право "козаків" блокувати військову частину». Результатом цієї зустрічі стало тимчасове припинення відвантаження зброї для Збройних Сил України зі шахти імені Володарського до «забезпечення спокою у регіоні». 
Проросійські мітинги продовжувалися до другої половини квітня 2014. Риторика та лозунги не змінювалися, але учасників акцій ставало дедалі менше.

## Перебіг подій

### Квітень
12 квітня міста Слов'янськ і Краматорськ неподалік захопили озброєні російські загони під командуванням Ігоря Гіркіна, колишнього офіцера ФСБ. Того ж дня в Артемівську сепаратистами була проголошена влада Донецької народної республіки. Російські керівники підрозділів вторгнення розраховували на повторення «кримського сценарію».
Тоді міський голова Олексій Рева заявляв проукраїнсько налаштованим мешканцям міста наступне:
|  | Вам потрібно який прапор? Мені — щоб у місті був мир. |

Для відновлення контролю над Донецькою областю та містом Артемівськ зокрема, 13 квітня 2014 року українська влада розпочала антитерористичну операцію.
19 квітня 2014 року сили 3-го полку спеціального призначення посилили гарнізон арсеналу зберігання стрілецької зброї в с. Парасковіївка.
Олександр Трепак, разом із кількома розвідувальними групами відбув у район міста Бахмут (на той час — Артемівськ). Спільно з підрозділами спеціального призначення Військової служби правопорядку, кіровоградці охороняли Центр забезпечення бронетанковим озброєнням, розташований в Бахмуті (1282-й центр забезпечення бронетанковим озброєнням та технікою — в/ч А2730) та базу зберігання стрілецької зброї в селі Парасковіївка (в/ч А-4176).
24 квітня — відбувся перший штурм (невдалий) сепаратистами військової частини, що була розташована в Артемівську.

### Травень
З будівлі Артемівської міської ради було знято українську символіку.
Після завершення псевдорефендуму у Бахмуті 12 травня 2014 року представники так званої «ДНР» затримали журналіста російського видання «Новая газета» Павла Канигіна. За словами прес-служби окупаційного керівництва Донеччини, чоловік не мав «акредитації Донецької народної республіки». В той же день чоловіка звільнили з полону. 

25 травня сепаратистам вдалося зірвати проведення виборів Президента України в місті.

### Червень
2 червня 2014 року відбулося депутатів засідання Бахмутської міської ради разом з представниками так званої «ДНР», на якому виступив депутат від Партії регіонів та директор машинобудівного заводу «Вістек» Ордаш Дадашов:
|  | Не діліть, будь ласка, депутатів (у сенсі — не відокремлюйте депутатів міської ради від представників «Народної ради ДНР»), вони готові з вами співпрацювати, підтримувати. Ми всі готові. Я готовий директорів зібрати. Ми трошки заплуталися — хто кого представляє, але ми готові. Головне, щоб не було війни. |

Пізніше, у 2020 році, декілька з тих депутатів, які були готові піти на співпрацю з росіянами в 2014 році, спокійно собі обернуться до міської ради сьомого скликання від політичної партії «ОПЗЖ». Серед них були Артур Радковський та Валерій Слєсарєв. Останній же балотувався тоді на пост міського голови. 
Інший депутат Бахмутської міської ради VI скликання від Партії регіонів Володимир Іванков (також відомий як «Вова Ушастий») під час боїв за Бахмут у 2022-2023 роках співпрацював з російськими спецслужбами, проживаючи у той час в Києві. Він передавав російським військовим інформацію про дислокацію Збройних Сил України та критичної інфраструктури у Бахмуті. Сам же Володимир Іванков з 2013 року має паспорт Росії та є другом кримінального авторитета з Горлівки Армена Саркісяна, який є одним із ключових очільників та фінансистів батальйону «АрБат», який воює проти України у лавах окупаційних військ під час повномасштабної російсько-української війни.
Керівник фракції Партії регіонів у Бахмутській міській раді VI скликання Олександр Шинкаренко під час боїв за місто протягом 2022-2023 років сидів в одному із підвалів, звідки його у квітні 2023 року евакуювали бойовики ПВК «Вагнер».
7 червня в місті поранили та взяли в полон командувача бази бронетанкових військ Володимира Чоботка. Група Пекаря в кількості 6 чоловік по тривозі виїхала білим цивільним фургоном його діставати. В такій же цивільній машині їм на зустріч виїхала група бойовиків. Заступник командувача групи 3-го полку з позивним Мерзавчик зорієнтувався першим – машину бойовиків розстріляли з автоматів. За кілька секунд було ліквідовано три бойовика, одного поранено та одного взято в полон. Серед вбитих бойовиків виявився «комендант міста Артемівськ» Велес. Група Пекаря забрала зброю та документи бойовиків.
Сам же "Велес" (справжні ім'я та прізвище — Сергій Іочков) за часів президентства Віктора Януковича був керівником департаменту по боротьбі з корупцією у Бахмуті.
Розвідгрупа з 8 бійців спецпризначення розпочала операцію з пошуку та евакуації важкопораненого офіцера. Для цього довелося захопити блокпост сепаратистів на в'їзді до міста та утримувати його протягом 3 годин, щоб дати змогу іншій групі евакуювати пораненого на гвинтокрилі. Під час бою, командувач підрозділу Олександр Трепак, отримав вогнепальне поранення ноги, але від евакуації відмовився і протягом двох діб керував відбиттям атак бойовиків на Центральну артилерійську базу озброєння.
|  | Ми добре розуміли, що російські найманці намагатимуться заволодіти бронетехнікою та стрілецькою зброєю, тож підготували надійні пости та секрети, морально налаштувалися на зустріч “гостей” |

20 червня відбувся другий штурм сепаратистами військової частини, що знаходилась в місті. Штурм українських складів з боку Горлівки спецпризначенці відбили за допомогою гранатометів. Наступний наступ відбувся за підтримки мінометного вогню, в наступ пішов танк Т-64 та піхота, та й ця спроба не мала успіху. Українські воїни придушили міномет, відсікли піхоту та підбили бойову машину супротивника.
Бої за військові склади в Артемівськ стали одним з перших випадків застосування танків Т-64 з боку російських терористів. Вперше, про наявність на озброєнні бойовиків танків Т-64, захисники бази дізнались ще вночі, з 20 на 21 червня — з танку була розстріляна сусідня з військовою частиною будівля АТП. Після цього випадку українські військові вирішили посилитись і «реанімували» один Т-64 та одну БМП-2 із наявних на зберіганні (всього на базі зберігалось 260 танків Т-64, Т-80 і Т-72, 270 БТР, 227 БМП, 129 БРМ-1К).
Наступного дня після атаки на блокпост № 1 «Рибгосп», 27 червня 2014 року, російські бойовики здійснили масштабну (як на той час) третю атаку на базу. Вночі вони обстрілювали з підствольних гранатометів та стрілецької зброї військові частини, дислоковані в місті. Серед залученої ними техніки був танк Т-64БВ. Захисники бази вели вогонь по ньому із РПГ-18 та РПГ-22, проте підбити його не вдалось і він зміг самотужки покинути місце бойового зіткнення. Водночас відбувався штурм військової частини А-4176, де в результаті бою, був підбитий та захоплений Т-64БВ російських бойовиків. Вилучений у бойовиків танк був перевірений на приналежність: серійний номер відсутній в реєстрі українських танків, а встановлена акумуляторна батарея належала 205-й окремій мотострілецькій бригаді (Будьонновськ, Ставропольський край, РФ). Це був один з трьох танків, які були помічені ЗМІ на озброєнні російських терористів на той час.
30 червня — четвертий штурм сепаратистами військової частини, що знаходилась в місті.

### Липень
Увечері 4 липня бійці батальйону МВС «Артемівськ» здійснили розвідувальний рейд до Бахмута, під час якого відбувся вуличний бій біля будівлі прокуратури, де розміщувався штаб «ДНР», який тривав близько 20 хвилин.
Під час бою було обстріляно будівлю прокуратури, внаслідок чого знищено штаб терористів, спалено автомобіль «Газель», а також пошкоджено один із стовпів вуличного освітлення.
6 липня 2014 Артемівськ був звільнений підрозділами Національної гвардії та ЗСУ від російських загарбників.

## Втрати

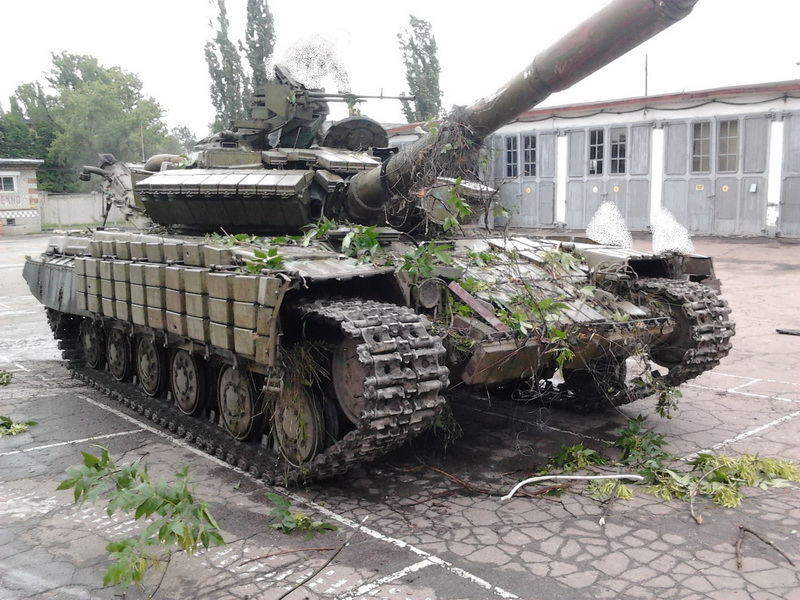
Російський Т-64БВ № 5 узятий трофеєм під час захисту бази. 27 червня 2014

Проросійські сили втратили танк Т-64БВ з бортовим номером 5, його взяли трофеєм українські бійці.
Було захоплено також вогнемет РПО-А «Шмель» російського виробництва з написом «З Росії з любов'ю». За інформацією Міністерства оборони України, цю зброю також було привезено з Росії.

Трофейний вогнемет РПО-А «Шмель»
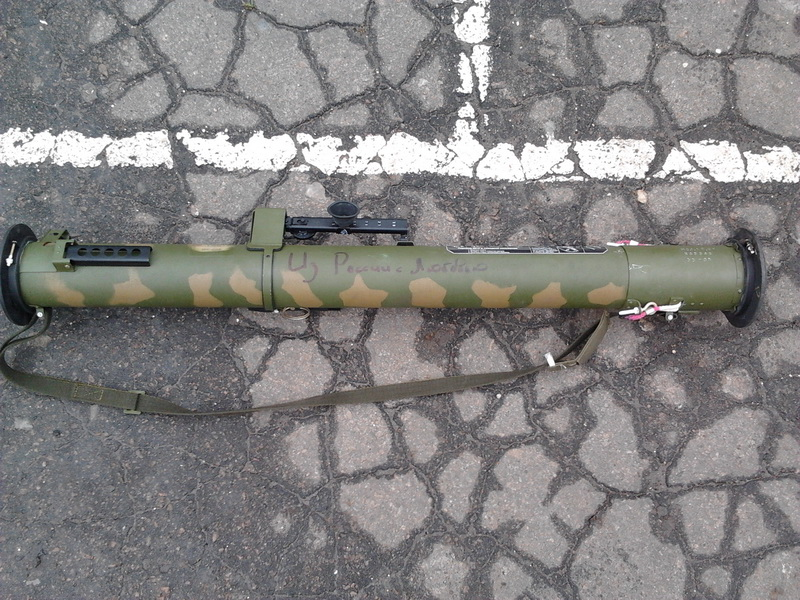
Загальний вид. Червень 2014.
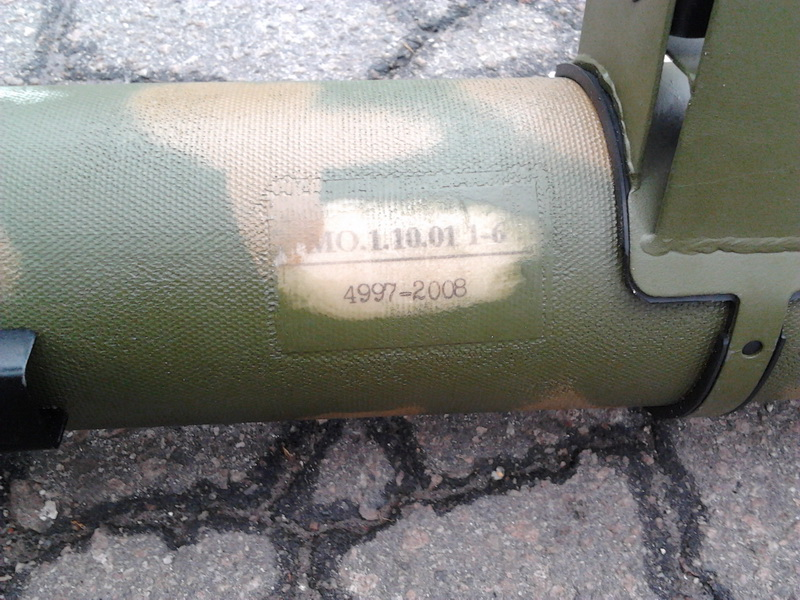
Маркування.
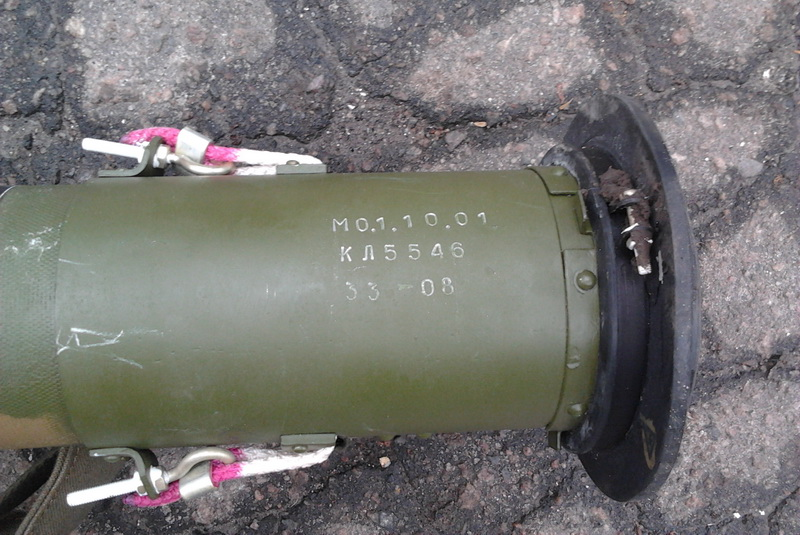
Маркування.

## Наслідки
Успішне відбиття атаки бійцями спецпризначення і військовослужбовцями військових частин А2730 і А4176 мало важливе значення, адже в руки бойовиків не потрапили величезні запаси бойової техніки, зброї та боєприпасів, які знаходилися в Центрі забезпечення бронетанкового озброєння в Артемівську і базі зберігання стрілецької зброї в селі Парасковіївка.
За успішне виконання бойового завдання Олександр Трепак отримав звання «полковник», орден Богдана Хмельницького ІІІ ст. та іменну вогнепальну зброю. Військовослужбовці частин А2730 і А4176 не були згадані чи представлені до нагород.